# Thorn (betű)
A Þ, þ (thorn vagy þorn) a latin betűs óangol, az óészaki és az izlandi ábécé egyik betűje, amely a középangol néhány nyelvjárásában is megtalálható volt. A középkori Skandináviában is használták, de szerepét később átvette a th digráf. Az Idősebb Futhark ᚦ rúnájából alakult ki.

## Számítógépes kód
| karakter                              | Þ                          | þ                        |
| Unicode-név                           | LATIN CAPITAL LETTER THORN | LATIN SMALL LETTER THORN |
| Unicode                               | 00DE                       | 00FE                     |
| a karakter entitás hivatkozása        | &THORN;                    | &thorn;                  |
| Windows-1252, ISO-8859-1, ISO-8859-15 | DE                         | FE                       |
| LaTeX                                 | \TH                        | \th                      |

## Fordítás
- Ez a szócikk részben vagy egészben a Thorn (letter) című angol Wikipédia-szócikk ezen változatának fordításán alapul.  Az eredeti cikk szerkesztőit annak laptörténete sorolja fel. Ez a jelzés csupán a megfogalmazás eredetét és a szerzői jogokat jelzi, nem szolgál a cikkben szereplő információk forrásmegjelöléseként.